# Área metropolitana de Managua
La Región Metropolitana de Managua (abreviado RMM) o Gran Managua es una región metropolitana centroamericana ubicada en el Pacífico de Nicaragua, cuya principal ciudad la conforma la capital de Managua, con una extensión de 6,196.8 km² y una población de 2,415,203 habitantes en la región metropolitana, convirtiéndola en la quinta área metropolitana más grande de América Central por detrás de las áreas metropolitanas de Ciudad de Guatemala, San José, San Pedro Sula, y San Salvador.

## Región metropolitana
La Región metropolitana de Managua que incluye a la capital de Managua y los 30 municipios de los departamentos de Managua, Masaya, Granada y Carazo llegando a una población de 2,415,203 habitantes en 2023.

### Partes integrantes de la región metropolitana
La Región Metropolitana de Managua está delimitada por los 9 municipios del departamento de Managua, con 1,585,800 habitantes, 9 municipios del departamento de Masaya, con 409,265 habitantes, 4 municipios del departamento de Granada, con 219,244 habitantes, y 8 municipios del departamento de Carazo, con 200,894 habitantes.
| Municipio           | Departamento | Población (2023) | Superficie |
| Managua             | Managua      | 1 063 815        | 267.2 km²  |
| Masaya              | Masaya       | 194 178          | 146.6 km²  |
| Tipitapa            | Managua      | 159 303          | 975.3 km²  |
| Granada             | Granada      | 135 138          | 592.1 km²  |
| Ciudad Sandino      | Managua      | 132 697          | 51.11 km²  |
| Mateare             | Managua      | 67 550           | 297.4 km²  |
| Diriamba            | Carazo       | 65 479           | 348.9 km²  |
| Nindirí             | Masaya       | 63 093           | 142.9 km²  |
| San Rafael del Sur  | Managua      | 56 286           | 357.3 km²  |
| Jinotepe            | Carazo       | 55 780           | 280.5 km²  |
| La Concepción       | Masaya       | 45 662           | 65.67 km²  |
| Masatepe            | Masaya       | 42 384           | 59.40 km²  |
| Nandaime            | Granada      | 42 045           | 372.0 km²  |
| Ticuantepe          | Managua      | 39 507           | 60.79 km²  |
| Villa El Carmen     | Managua      | 38 983           | 562.0 km²  |
| Diriomo             | Granada      | 34 781           | 50.08 km²  |
| San Marcos          | Carazo       | 33 457           | 118.1 km²  |
| Santa Teresa        | Carazo       | 18 553           | 213.3 km²  |
| Nandasmo            | Masaya       | 17 215           | 17.63 km²  |
| Niquinohomo         | Masaya       | 16 770           | 31.69 km²  |
| El Crucero          | Managua      | 16 233           | 225.7 km²  |
| Tisma               | Masaya       | 12 453           | 126.2 km²  |
| San Francisco Libre | Managua      | 11 426           | 668.3 km²  |
| Dolores             | Carazo       | 9029             | 2.620 km²  |
| San Juan de Oriente | Masaya       | 8818             | 9.200 km²  |
| Catarina            | Masaya       | 8692             | 11.49 km²  |
| El Rosario          | Carazo       | 8602             | 14.08 km²  |
| Diriá               | Granada      | 7280             | 25.52 km²  |
| La Paz de Oriente   | Carazo       | 5850             | 15.51 km²  |
| La Conquista        | Carazo       | 4144             | 88.38 km²  |

## Economía
Las principales actividades económicas para toda la conglomeración poblacional concentra más del 50% del producto interno bruto (PIB) de Nicaragua, cuya cifra asciende a alrededor de más de 10 millones de dólares, debido a que el 20% de la población económicamente activa de los 30 municipios de la región metropolitana se desplaza a Managua para integrarse a su mercado de trabajo.